# Terminal Choice
Terminal Choice — немецкая рок/electro-industrial группа, основанная музыкантом Крисом Полем — он также участник проектов Seelenkrank, Blutengel (ex-Seelenkrank), Tumor, Miss Construction (ex-Tumor), Pain of Progress и владелец лейбла Fear Section) — в 1993 году. В ранний период их звук тяготел к тёмному electro-industrial, но с появлением альбома Navigator в 1998 году музыке придали более хардроковое звучание.
Первоначальный состав включал: Крис Поль (вокал), Jens Gärtner (ударные), в 1997 году к ним присоединился Manuel Selling (гитара). В 2000-м, когда Manuel покинул группу, его место занял басист Gordon Mocznay, год спустя Louis Manke стал вторым гитаристом. Сейчас Terminal Choice — одна из самых коммерчески успешных групп в Германии, благодаря такому успеху другие участники сделали несколько собственных проектов, Gordon Mocznay создал Mordorn и стал вокалистом Miss Construction, Louis Manke — Staubkind.

## Дискография

### Альбомы
- 1996: In The Shadow Of Death
- 1998: Navigator
- 1999: Venus
- 1999: Black Past
- 2000: Ominous Future
- 2003: Menschenbrecher
- 2006: New Born Enemies
- 2010: Übermacht

### Синглы, EP, сборники
- 1995: Totes Fleisch (EP)
- 1997: Khaosgott (EP)
- 1997: Totes Fleisch Remixes (сборник)
- 2000: No Chance (сингл)
- 2000: Fading (сингл)
- 2000: Animal (сингл)
- 2003: Buried a-Live (концертный альбом)
- 2003: Reloadead (сборник)
- 2003: Injustice (сингл)
- 2006: Don't Go (сингл)
- 2009: Keine Macht (сингл)